# Dolmen Fredbogård 1
Der Dolmen Fredbogård 1 war eine megalithische Grabanlage der jungsteinzeitlichen Nordgruppe der Trichterbecherkultur im Kirchspiel Græsted in der dänischen Kommune Gribskov. Er wurde 1870–72 zerstört.

## Lage
Das Grab lag nördlich von Fredbogård auf einem Feld unmittelbar östlich des Holtvej. Etwa 240 m südsüdöstlich lag der ebenfalls zerstörte Dolmen Fredbogård 2.

## Forschungsgeschichte
1870–72 wurde das Grab abgetragen. Mitarbeiter des Dänischen Nationalmuseums führten im Jahr 1886 eine Dokumentation der Fundstelle durch. Zu dieser Zeit waren keine baulichen Überreste der Anlage mehr erhalten.

## Beschreibung

### Architektur
Die Anlage besaß eine runde Hügelschüttung unbekannter Größe, die mit einer steinernen Umfassung umgeben war. Der Hügel enthielt eine nord-südlich orientierte Grabkammer, die als Dolmen anzusprechen ist. Sie hatte einen rechteckigen Grundriss und besaß eine Länge von 3,1 m, eine Breite von 1 m und eine Höhe von 1 m. Die Kammer bestand aus vier Wandsteinen und einem Deckstein.

### Funde
In der Kammer wurden menschliche Knochenreste, Feuerstein-Beile und Keramikscherben gefunden.